# Charles Beslay

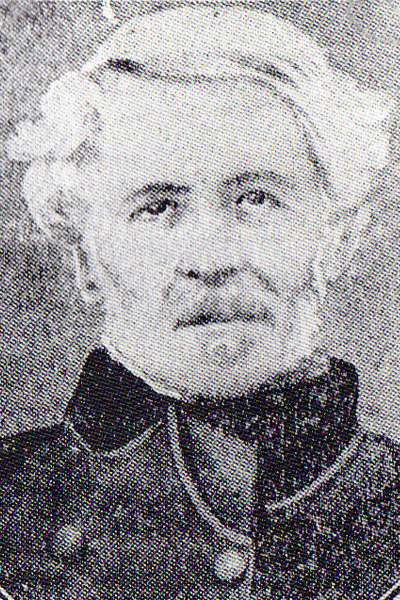

Charles Victor Beslay, född 1795 och död 1878, var en fransk ingenjör och politiker.
Beslay var en av Pierre-Joseph Proudhons lärjungar och deltog i de revolutionära rörelserna 1830, 1848 och 1871. För sin delaktighet i Pariskommunen blev han utvisad och dog i Schweiz. Beslay författade bland annat Me souvernirs 1830-1840-1870 (1873) och Le vérité sur la Commune (1877).